# MBC 다큐 프라임
《MBC 다큐 프라임》는 매주 일요일 아침 7시 40분에 방송되는 MBC TV의 다큐멘터리 프로그램이다.

## 같이 보기
- 일요 특선 다큐멘터리 (SBS TV)